# Société sous juridiction du Delaware
Une société sous juridiction du Delaware est une société établie au Delaware, sous la Loi générale des compagnies du Delaware anglais : Delaware General Corporation Law (DGCL) ou officiellement General Corporation Law of the State of Delaware, sous le titre 8 du chapitre 1 du code législatif du Delaware), est une société sous statut du code du Delaware gouvernant les lois des compagnies dans l'état du Delaware, aux États-Unis d'Amérique. Ce statut a été adopté en 1899. Depuis les réformes anti-corruption de 1919 au New Jersey sous la gouvernance de Woodrow Wilson, le Delaware est devenu la juridiction la plus favorable aux corporations des États-Unis d'Amérique et est devenue de ce fait la capitale des corporations de ce pays.
Le Delaware est considéré comme un paradis fiscal en raison de ses lois pro-corporations, comparée à la majorité des autres états des États-Unis,. 66 % des Fortune 500, dont Walmart et Amazon (deux des plus grosses société en fonction de leur revenus) y sont domiciliés et bénéficient donc de cette juridiction. Plus de la moitié des corporations dont le capital est cotée à la bourse du New York Stock Exchange (dont son propriétaire, Intercontinental Exchange) sont sous juridiction du Delaware.